# Колесников, Виталий Михайлович

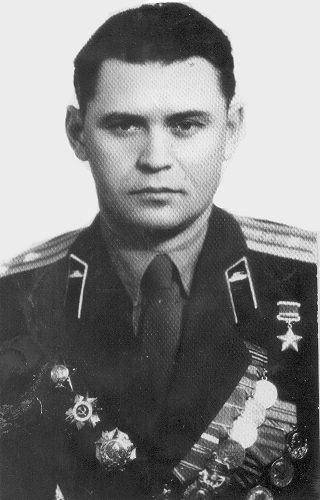
Колесников в звании полковника

Виталий Михайлович Колесников (бел. Віталь Міхайлавіч Калеснікаў; 15 августа 1922, Рогачёв, Гомельская губерния — 25 ноября 1964, Борисов, Минская область) — участник Великой Отечественной войны, Герой Советского Союза (1944).

## Биография
Виталий Колесников родился 15 августа 1922 года в городе Рогачёв (ныне — Гомельская область Белоруссия). Учился в Рогачёвском педагогическом институте (современное здание средней школы № 2 Рогачёва). В феврале 1941 года Колесников был призван на службу в Рабоче-крестьянскую Красную армию. С июня того же года — на фронтах Великой Отечественной войны. В 1942 году он окончил курсы младших лейтенантов. К сентябрю 1943 года гвардии младший лейтенант Виталий Колесников командовал взводом 221-го гвардейского стрелкового полка 77-й гвардейской стрелковой дивизии 61-й армии Центрального фронта. Отличился во время битвы за Днепр.
28 сентября 1943 года Колесников одним из первых переправился через Днепр в районе деревни Вялье Брагинского района Гомельской области Белорусской ССР. Во время боёв на плацдарме на западном берегу реки он поднял своих бойцов в штыковую атаку. В тех боях Колесников лично уничтожил несколько десятков солдат и офицеров противника.
Указом Президиума Верховного Совета СССР «О присвоении звания Героя Советского Союза генералам, офицерскому, сержантскому и рядовому составу Красной Армии» от 15 января 1944 года за «образцовое выполнение боевых заданий командования по форсированию реки Днепр и проявленные при этом мужество и героизм» гвардии младший лейтенант Виталий Колесников был удостоен высокого звания Героя Советского Союза с вручением ордена Ленина и медали «Золотая Звезда».
После окончания войны Колесников продолжил службу в Советской армии. В 1952 году он окончил Военную академию имени Фрунзе, в 1961 году — Военную академию Генерального штаба. Полковник. Скоропостижно скончался 25 ноября 1964 года, похоронен в Рогачёве.

## Награды и звания
Был также награждён орденами Красного Знамени, Александра Невского, Отечественной войны I степени, Красной Звезды, рядом медалей.

## Память

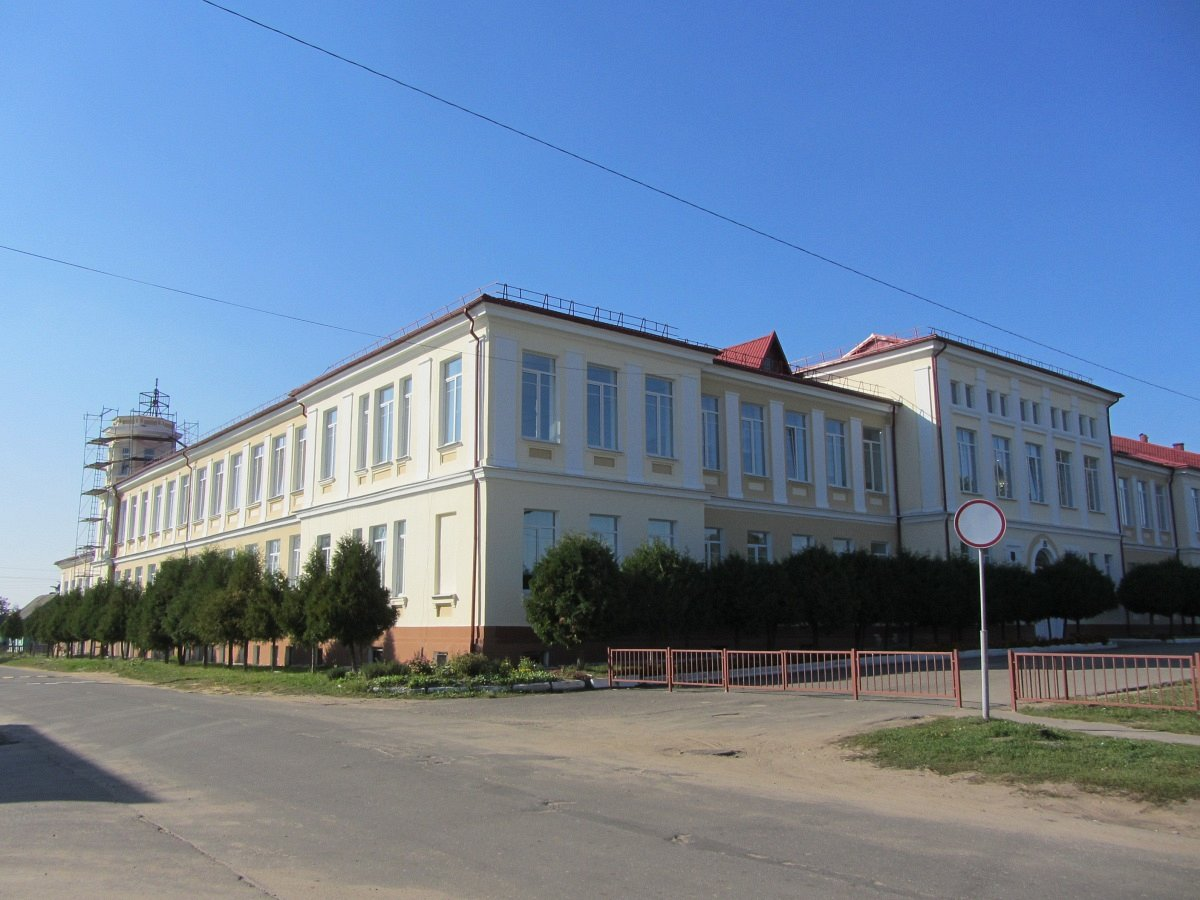
ГУО «Средняя школа № 2 г. Рогачёва имени В.М. Колесникова»

- ГУО «Средняя школа № 2 г. Рогачёва имени В.М. Колесникова»В честь Колесникова названа улица и установлен обелиск в Рогачёве.
- Средняя школа № 2 города Рогачёва носит имя Героя СССР Виталия Михайловича Колесникова.